# Mapania imeriensis
Mapania imeriensis là loài thực vật có hoa trong họ Cói. Loài này được (Gross) T.Koyama mô tả khoa học đầu tiên năm 1967.